# Nastassja Kirylava
Nastassja Sjargeeŭna Kirylava (in bielorusso Настасся Сяргееўна Кірылава?, in russo Анастасия Сергеевна Кириллова?, Anastasija Sergeevna Kirillova; 20 febbraio 1996) è una fondista russa naturalizzata bielorussa nel 2015.
Nelle liste FIS è registrata come Anastasia Kirillova.

## Biografia
Attiva in gare FIS dal novembre del 2011, la Kirylava ha esordito in Coppa del Mondo il 13 dicembre 2015 a Davos (45ª), ai Giochi olimpici invernali a Pyeongchang 2018, dove si è classificata 40ª nella sprint e 14ª nella staffetta, e ai Campionati mondiali a Seefeld in Tirol 2019, dove è stata 61ª nella 10 km, 42ª nella sprint e 9ª nella sprint a squadre. Ai Mondiali di Oberstdorf 2021 si è classificata 18ª nella sprint.

## Palmarès

### Coppa del Mondo
- Miglior piazzamento in classifica generale: 87ª nel 2016